# Jessica James
Ne doit pas être confondu avec Jessica Jaymes.
Jessica James est une actrice américaine née le 31 octobre 1929 et morte le 7 mai 1990.

## Filmographie
- 1956 : The Edge of Night : Lindburg Bundy (série télévisée)
- 1960 : L'Inconnu de Las Vegas (1960) : Go-Go Dancer
- 1962 : The Many Loves of Dobie Gillis : Lorelei Lafferty (série télévisée)
- 1969 : Heaven with a Gun : Jan
- 1978 : Daddy, I Don't Like It Like This : Mill Worker (téléfilm)
- 1980 : Nurse : Mme Wittemberry (téléfilm)
- 1981 : So Fine : Vicki
- 1982 : Diner : Mme Simmons
- 1982 : J'aurai ta peau (I, the Jury) : Hilda Kendricks
- 1982 : Soup for One : Mlle Farr
- 1983 : Easy Money : Saleslady
- 1983 : Spring Break : Geri
- 1983 : Running Out : Mme Bogart (téléfilm)
- 1986 : Les Coulisses du pouvoir : Helen
- 1987 : Alf (série télévisée)
- 1987 : Hôpital St Elsewhere (série télévisée)
- 1988 : Illégalement vôtre (Illegally Yours) : Mrs. Evelyn Dice
- 1989 : Futur immédiat, Los Angeles 1991 : Mrs. Porter
- 1989 : Immediate Family (1989):  Bessie
- 1989 : Major Dad : Dottie (série télévisée)
- 1989 : Starting Now : Aggie (téléfilm)
- 1990 : Little Vegas : Grace
- 1990 : Murphy Brown : Millicent Bane (série télévisée)